# زركونيوم
الزركونيوم عنصر كيميائي رمزه Zr وعدده الذري 40؛ وينتمي إلى عناصر المستوى الفرعي d في الدورة الخامسة، ويقع في المرتبة الثانية ضمن عناصر المجموعة الرابعة في الجدول الدوري. ينتمي الزركونيوم كيميائياً إلى الفلزات الانتقالية. يوجد هذا العنصر في الشروط القياسية على هيئة فلز أبيض رمادي ذي بريق. وهو مقاوم للتآكل ويشبه عنصر الهافنيوم، وبدرجة أقل عنصر التيتانيوم.
يشتق اسم هذا العنصر من الزركون، وهو أكثر معادنه شهرة وانتشاراً، وبدوره يشتق اسم المعدن من كلمة زرقون التي تعود جذورها إلى الفارسية بمعنى شبيه الذهب. هناك خمسة نظائر للزركونيوم في الطبيعة، أربعة منها مستقرة. كما يشكل الزركونيوم عدداً من المركبات الكيميائية اللاعضوية.
يستخدم الزركونيوم في صناعة وتحضير المواد الحرارية وفي صناعة السبائك؛ وبسبب انخفاض مقطع التصادم بالنسبة لالتقاط النيوترونات، لذلك يستخدم في تركيب الوقود النووي. لا يوجد لعنصر الزركونيوم أي دور حيوي معروف، كما لا يوجد له تأثير سمّي.

## التاريخ وأصل التسمية
يعود أصل تسمية هذا العنصر إلى معدن الزركون ، والذي بدوره مشتق من كلمة زرقون الفارسية، وهي تعني شبيه الذهب. وعرفت المعادن الزركونية مثل الزرقون  والجاسينث  ، منذ القدم على هيئة أحجار كريمة، إذ ورد ذكرها في المدونات الإنجيلية.

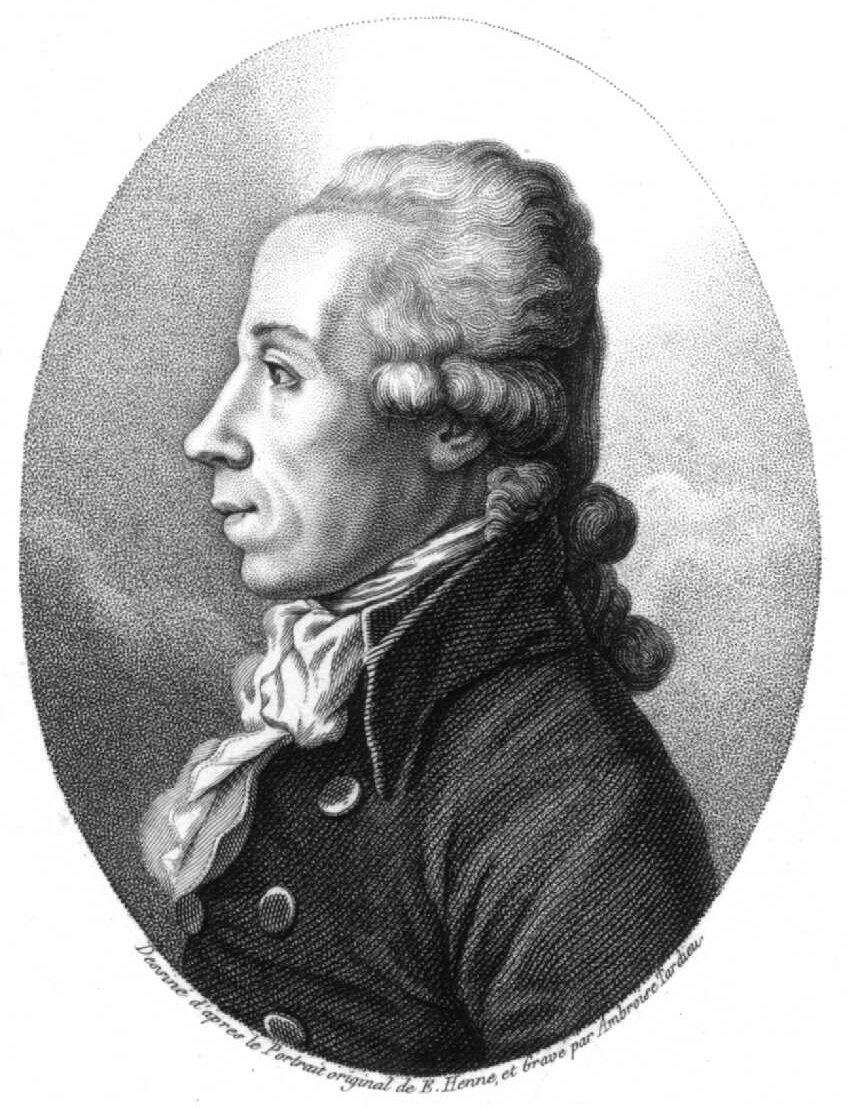
مارتن هاينريش كلابروت مكتشف عنصر الزركونيوم

لم يكن يعرف أن تلك المعادن حاوية على عنصر جديد إلا في سنة 1789، وذلك عندما تمكن مارتن كلابروت  من الاكتشاف عندما كان يحلل عينة من أحجار الزرقون من سريلانكا ، وأطلق على العنصر الجديد اسم زركونيوم نسبة إلى الزركون. حاول همفري ديفي  عزل العنصر الجديد في سنة 1808 باستخدام أسلوب التحليل الكهربائي ، لكن محاولاته باءت بالفشل. إلى أن تمكن يونس ياكوب بيرسيليوس  من الحصول عليه في سنة 1824، ولكن بشكل غير نقي، عبر تسخين مزيج من البوتاسيوم وفلوريد الزركونيوم والبوتاسيوم  في أنبوب من الحديد.
كانت العينات المستحصلة من الزركونيوم في البداية غير نقية، بالتالي كانت مهمة تحديد القيمة الدقيقة للكتلة الذرية صعبة للغاية، إذ كانت العينات مشوبة دوماً بكميات من عنصر الهافنيوم. تغير الأمر في سنة 1925، بعد أن تمكن العالمان أنطون إدوارد فان أركل  ويان هندريك دي بوير  من تطوير عملية القضيب البلوري ، والتي كانت أول عملية صناعية مكّنت من الحصول على الزركونيوم النقي.

## الوفرة الطبيعية
على الأرض
تبلغ الوفرة الطبيعية للزركونيوم في القشرة الأرضية وسطياً مقدار 130 مغ/كغ، وذلك ما يعادل 0.016%، وبذلك يأتي ترتيبه في المرتبة الثامنة عشرة من حيث الوفرة الطبيعية للعناصر الكيميائية في القشرة الأرضية. أما تركيزه الوسطي في ماء البحر فيبلغ مقدار 0.026 ميكروغرام/الليتر.

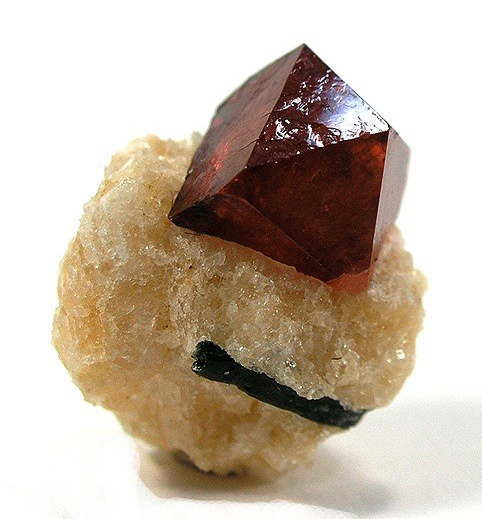
زركون

لا يوجد الزركونيوم في الطبيعة على هيئة فلز طبيعي  بشكله العنصري الحر، إنما مرتبطاً في مركبات كيميائية. يعد الزركون المصدر الرئيسي للزركونيوم، وهو معدن من معادن السيليكات ، كما يوجد الزركونيوم في أكثر من 140 معدناً، من ضمنها معدنا الباديليت  والإيودياليت . عادة ما توجد معادن الزكونيوم في الصخور السيليكاتية المتداخلة مثل الغرانيت . وفي أغلب الأحيان يكون الهافنيوم مرافقاً له، وبنسبة نمطية تبلغ 36:1.
في الكون
يوجد الزركونيوم في الكون بشكل فائض نسبياً في النجوم من النوع S، وبرهن على وجوده في الشمس والأحجار النيزكية. كما بينت العينات المستجلية من مهمات برنامج أبولو  المختلفة وجود تراكيز مرتفعة نسبياً من أكسيد الزركونيوم في صخور القمر بالمقارنة مع محتواها الصخور على الأرض.

## الاستخراج
يعد معدن الزركون الخام الرئيسي لعنصر الزركونيوم، وهو ينتشر غالباً في أنحاء مختلفة من العالم على شكل توضعات رسوبية صغيرة على هيئة بلورات دقيقة. أما التوضعات الكبيرة فتنتشر في دول مثل أستراليا والبرازيل والهند وروسيا والصين وجنوب إفريقيا والولايات المتحدة؛ وفي سنة 2013 كان ثلثا التعدين العالمي للزركون متركزاً في أستراليا وجنوب إفريقيا. وفق تقديرات مسح جيولوجية فإن الاحتياطي العالمي من الزركون يفوق 60 مليون طن، أما الإنتاج العالمي من الزركونيوم فهو يقارب 900 ألف طن.
يستحصل على الزركونيوم على هيئة منتج ثانوي من عمليات تعدين ومعالجة خامات التيتانيوم، من معدني الإلمينيت  والروتيل ، وكذلك خامات القصدير. ويكون بعد التعدين على هيئة زركون (سيليكات الزركونيوم الرباعي)، والذي يكون سعره أقل بشكل واضح من فلز الزركونيوم بسبب عمليات المعالجة والتنقية. غالباً ما يستخدم الزركون بشكل مباشر في التطبيقات التجارية والاستهلاكية، في حين أن نسبة قليلة (حوالي 5%) منه تحول إلى الفلز.

## الإنتاج
يعالج الزركون الخام المستحصل من عمليات التعدين بمصهور قلوي من هيدروكسيد الصوديوم (الصودا الكاوية)، مما يؤدي بالنهاية إلى الحصول على ثنائي أكسيد الزركونيوم (زركونيا). يلي ذلك معالجة الأكسيد بفحم الكوك في فرن القوس الكهربائي  بوجود غاز الكلور:
{\displaystyle \mathrm {ZrO_{2}\ +2\ C+2\ Cl_{2}\ {\xrightarrow {900^{\circ }C}}\ ZrCl_{4}+\ 2\ CO} }
لا يمكن إجراء عملية الاختزال المباشر لمركب كلوريد الزركونيوم الرباعي (رباعي كلوريد الزركونيوم) الناتج من الخطوة السابقة من أجل الحصول على عنصر الزركونيوم، بسبب وجود شوائب صعبة الفصل من الكربيد. بدلاً من ذلك تجرى عملية اختزال لمركب رباعي كلوريد الزركونيوم باستخدام فلز المغنيسيوم وفق عملية كرول  في وسط من غاز الهيليوم.
{\displaystyle \mathrm {ZrCl_{4}\ +2\ Mg\ \longrightarrow \ Zr+\ 2\ MgCl_{2}} }
يتبع ذلك إجراء عملية تلبيد  (تصليد حراري) للفلز الناتج للوصول إلى شكل قابل للتطريق من أجل صنع الأدوات المعدنية .
{\displaystyle \mathrm {ZrCl_{4}\ +2\ Mg\ \longrightarrow \ Zr+\ 2\ MgCl_{2}} }

### التنقية
يحوي الزركونيوم التجاري في أغلب الأحيان على شوائب من عنصر الهافنيوم بنسبة تتراوح بين 1–3%. ويتعلق الأمر بنوعية التطبيق من أجل تحديد النقاوة المرجوة، فمن أجل التطبيقات في المفاعلات النووية، يتطلب الأمر أن تكون نقاوة الزركونيوم مرتفعة جداً، وأن يزال الهافنيوم بسبب اختلاف خواص امتصاص النيوترونات؛ فالمقطع النيوتروني  للهافنيوم أكبر بمقدار 600 ضعف من الزركونيوم. لذلك يستخدم الهافنيوم المفصول من عمليات تنقية الزركونيوم في تصنيع قضبان التحكم  في المفاعلات النووية.
هناك عدة وسائل من أجل تنقية الزركونيوم من الهافنيوم. من هذه الأساليب استخدام تقنية استخلاص سائل-سائل  لمشتقات أكسيد الثيوسيانات الموافقة، إذ أن مشتقات الهافنيوم ذات انحلالية أكبر في مذيب ميثيل إيزوبوتيل الكيتون  بالمقارنة مع الماء. ويستخدم أسلوب التنقية هذا بشكل واسع في الولايات المتحدة والهند. بأسلوب آخر يمكن أجراء التنقية وفق التبلور التجزيئي  لمحلول سداسي فلوروزركونات البوتاسيوم ، والذي يكون أقل انحلالية في الماء من مناظره من الهافنيوم. في أوروبا، يشيع بالمقابل استخدام أسلوب التقطير الاستخلاصي  لمركب رباعي كلوريد الزركونيوم.
يعد أسلوب التنقية وفق عملية فان أركل-دي بوير  من الأساليب الصناعية المعروفة من أجل الحصول على الزركونيوم النقي. في هذه العملية يعالج الزركونيوم حرارياً تحت الفراغ مع اليود، حيث يستحصل على يوديد الزركونيوم الرباعي (رباعي يوديد الزركونيوم):
{\displaystyle \mathrm {Zr+2\ I_{2}\ \rightleftharpoons \ ZrI_{4}} }
يتشكل رباعي يوديد الزركونيوم عند درجة حرارة تقارب 200 °س؛ ثم يتفكك عند درجة حرارة حوالي 1300 °س.

## النظائر
يتألف الزركونيوم طبيعياً من خمسة نظائر: زركونيوم-90 90Zr وزركونيوم-91 91Zr وزركونيوم-92 92Zr وزركونيوم-94 94Zr، وهذه النظائر الأربعة هي نظائر مستقرة، رغم وجود شكوك بخضوع زركونيوم-94 94Zr لاضمحلال بيتا المضاعف  بعمر نصف  بأكثر من 1.10×1017 سنة؛ أما النظير الخامس فهو زركونيوم-96 96Zr فهو نظير مشع طويل العمر، إذ يبلغ عمر النصف له مقدار 2.4×1019 سنة، ويتحول وفق اضمحلال بيتا المضاعف إلى النظير موليبدنوم-96 96Mo. للنظير زركونيوم-90 90Zr الوفرة الأكبر من بين هذه النظائر الخمسة، إذ يشكل 51.45% من الزركونيوم في الطبيعة، أما أقلها وفرة فهو النظير 96Zr بوفرة مقدارها 2.80% فقط.
يبلغ عدد النظائر المشعة المصطنعة للزركونيوم ثمانية وعشرين نظيراً، تتراوح كتلها الذرية بين 78 إلى 110، أطولها عمراً النظير زركونيوم-93 93Zr (عمر النصف 1.53×106 سنة)، أما أقصرها عمراً فهو أثقلها، وهو النظير 110Zr، إذ هو أكثرها نشاطاً إشعاعياً (يقدر عمر النصف بأقل من 30 ميلي ثانية). تضمحل نظائر الزركونيوم المشعة ذات أعداد الكتلة الأقل 89 وفق انبعاث البوزيترون ، باستثناء النظير زركونيوم-88 الذي يضمحل وفق آلية التقاط الإلكترون ؛ أما نظائر الزركونيوم المشعة ذات أعداد الكتلة الأكبر من 93 فإنها تضمحل بانبعاث الإلكترونات  وفق اضمحلال بيتا . للزركونيوم أيضاً خمسة مصاوغات نووية شبه مستقرة ، وهي: 83mZr و 85mZr و 89mZr و 90m1Zr و
90m2Zr و 91mZr؛ وهي نظائر مشعة قصيرة العمر.

## الخواص الفيزيائية

البنية البلورية لألفا الزركونيوم (α-Zr)

الزركونيوم في الظروف القياسية من الضغط ودرجة الحرارة فلز أبيض رمادي ذو بريق، وهو طري نسبياً ومطواع وقابل للسحب والطرق ، ويمكن أن يبدي حالة من التقصف والهشاشة  عند نقاوة أقل. بالمقابل، فهو يصنف ضمن الفلزات الثقيلة بسبب ارتفاع الكثافة، والتي تبلغ 6.50 غ/سم3 عند 25 °س
تبلغ نقطة انصهار الزركونيوم مقدار 1855 °س ونقطة غليانه 4409 °س. يبدي الزركونيوم عند درجة حرارة الغرفة بنية بلورية سداسية ذات تعبئة متراصة ، ويرمز لها عادة بالنمط ألفا-زركونيوم (α-Zr)، والتي تتحول إلى النمط بيتا-زركونيوم (β-Zr)، وهو نمط بلوري مكعب مركزي الجسم ، عند درجة حرارة أقل من 870 °س، والتي يبقى عليها إلى بلوغ نقطة انصهاره.
لا يعد الزركونيوم من العناصر ذات الكهرسلبية  المرتفعة، فعلى مقياس باولنغ  له قيمة توافق 1.33، وهو بذلك له أخفض قيمة من بين العناصر الموجودة في المستوى الفرعي d في الجدول الدوري بعد الهافنيوم والإتريوم واللانثانوم والأكتينيوم. تبدي السبائك مع الزنك خواص مغناطيسية عند درجات حرارة أقل من 35 كلفن.

## الخواص الكيميائية
تشابه خواص الزركونيوم خواص نظيره الأثقل في المجموعة الهافنيوم، وذلك بسبب الانكماش اللانثانيدي ، إذ لديهما نصف قطر ذري متقارب، (159 بيكومتر للزركونيوم مقابل 156 بيكومتر للهافنيوم). لا يعد الزركونيوم من الفلزات النفيسة، ولكنه يصنف كيميائياً ضمن الفلزات الوضيعة ، إذ يتفاعل عند درجات حرارة مرتفعة مع اللافلزات. تقوم طبقة الأكسيد الرقيقة المتشكلة على سطح الزركونيوم بدور في عملية التخميل ، إذ يبدي الزركونيوم عموماً خواص جيدة جداً في مقاومة فعل الكيماويات لعدد جيد من الأحماض والقلويات. بالرغم من ذلك، فإنه ينحل في الأحماض المركزة من حمض الهيدروكلوريك أو حمض الكبريتيك عند وجود الفلور.
يحترق الزركونيوم بأكسجين الهواء عند وجوده على شكل مسحوق ناعم جداً بلهب أبيض إلى أكسيد الزركونيوم الرباعي، وعند وجود فائض من غاز النتروجين يتشكل نتريد الزركونيوم. أما الكتل الكبيرة من الفلز فهي تتفاعل عند الوصول إلى مرحلة التوهج  مع الأكسجين والنتروجين.

### المركبات الكيميائية
كما هو الحال في أغلب الفلزات الانتقالية، فإن الزركونيوم قادر على تشكيل عدد معتبر من المركبات اللاعضوية والمعقدات التناسقية . على العموم، فإن أغلب هذه المركبات تكون عديمة اللون، ويكون فيها الزركونيوم في حالة الأكسدة  +4؛ أما حالات الأكسدة +3 و+2 فهي نادرة جداً.

#### المركبات اللاعضوية

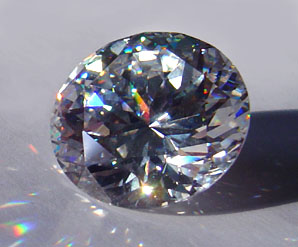
زركونيا

يعد أكسيد الزركونيوم الرباعي (المعروف أيضاً باسم ثنائي أكسيد الزركونيوم أو الزركونيا) ZrO2 الأكسيد الشائع لهذا العنصر، ويتميز ببنيته المكعبة ، كما يتميز بارتفاع حد المتانة  ضد الكسر، وبمقاومة مرتفعة ضد الكيماويات. ولهذا الأكسيد العديد من التطبيقات، مثل دخوله في مجال العزل الحراري؛ كما يستخدم بديلاً عن الألماس. للزركونيوم أكسيد آخر، وهو أحادي أكسيد الزركونيوم (أو أكسيد الزركونيوم الثنائي) ZrO، وهو يوجد طبيعياً في النجوم، ويمكن الاستدلال على وجوده من خطوط الانبعاث الطيفية .
إن جميع الهاليدات الأربعة للزركونيوم، من الفلوريد ZrF4 والكلوريد ZrCl4 والبروميد ZrBr4 واليوديد ZrI4، هي من المركبات المعروفة، ولجميعها بنية مبلمرة  وهي ذات تطايرية  أقل من نظائرها من هاليدات التيتانيوم. تميل هاليدات الزركونيوم إلى التحلل المائي (الحلمهة ) لتعطي أوكسي هاليدات  وثنائي أكسيد الزركونيوم. يعد مركب كلوريد الزركونيل [Zr4(OH)12(H2O)16]Cl8 من معقدات الزركونيوم النادرة، وهو قابل للانحلال في الماء.

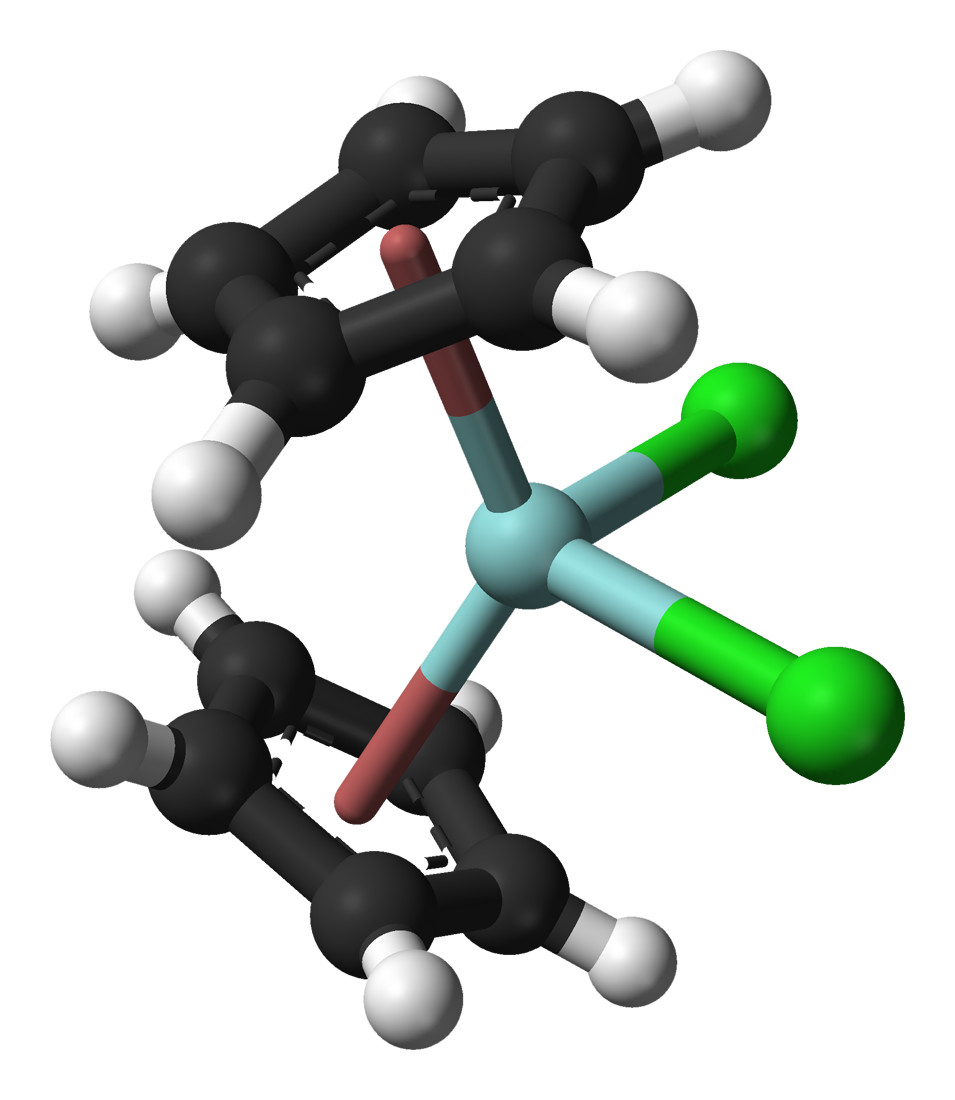
ثنائي كلوريد الزركونوسين، أحد مركبات الزركونيوم العضوية

يتكون الزركون كيميائياً من مركب سيليكات الزركونيوم ZrSiO4، والمتميز بقساوته وببنيته المميزة؛ أما الكربيد ZrC والنتريد ZrN فهما من المواد الحرارية الصلبة . لمركب تنغستنات الزركونيوم خاصة مميزة جداً، وهو أن حجمه يتقلص عند تسخينه، في حين أن أغلب المواد تتمدد بالحرارة.

#### المركبات العضوية
تعد مركبات الزركونيوم العضوية من المركبات المهمة لحفازات تسيغلر-ناتا المستخدمة في إنتاج بولي بروبيلين، إذ تستغل خاصة مقدرة الزركونيوم على تشكيل روابط مع الكربون بشكل عكوس في هذه التطبيقات. تمكن العالمان برمنغهام  ووولكنسون  في سنة 1952 من تحضير مركب ثنائي بروميد الزركونوسين ، والذي كان أول مركب عضوي للزركونيوم جرى تحضيره ونشر تقارير عنه، وهو معقد ذو بنية جزيئية منحنية  من مشتقات الزركونوسين، ويناظره ثنائي كلوريد الزركونوسين، والذي حضراه لاحقاً. أما كاشف شفارتز  فقد حضر في سنة 1970 من الكيميائيين ويلز  وويغولد . وهو من الميتالوسينات ، ويستخدم في الاصطناع العضوي  من أجل تحويل الألكينات إلى الألكاينات الموافقة.

### التحليل الكيميائي
يمكن الكشف نوعياً عن الزركونيوم بأسلوب تقليدي باستخدام أحمر الأليزارين ، والذي يشكل معه في وسط حمضي مركب أحمر بنفسجي، والذي تؤدي إضافة أيونات الفلوريد إليه إلى اختفاء اللون، بسبب تشكل معقد فلوريدي. يمكن نظرياً استخدام التفاعل السابق من أجل التحليل الكمي للزركونيوم أو الفلوريد، إلا أنه غير نوعي بالشكل الكافي. يمكن أيضاً للكواشف النوعية التقليدية التالية من كوريلاجين  أو كوبفيرون  أو حمض فينيل الأرسونيك  أو هيدروكسي الكينولين  أو برتقالي الزايلينول  أن تستخدم أيضاً في الكشف النوعي التقليدي عن الزركونيوم. يمكن إجراء التحليل الكمي التقليدي عن طريق تفاعل ترسيب أيونات الزركونيوم الرباعية المنحلة في وسط قاعدي باستخدام الأمونيا للحصول على هيدروكسيد الزركونيوم الرباعي:
{\displaystyle \mathrm {Zr^{4+}+4\ NH_{3}+4\ H_{2}O\ \longrightarrow \ Zr(OH)_{4}\downarrow +\ 4\ NH_{4}^{+}} }
وبشكل أفضل يمكن التحليل الكمي باستخدام تقنيات التحليل الآلي  مثل مطيافية الامتصاص الذري .

## الدور الحيوي
لا يوجد لعنصر الزركونيوم أي دور حيوي معروف، ولكن بالرغم من ذلك، فإن جسم الإنسان يحوي وسطياً على حوالي 250 ميليغرام منه، ويعود مصدر ذلك المحتوى إلى الغذاء؛ إذ يبلغ متوسط المدخول اليومي  من الزركونيوم حوالي 4.15 ميليغرام (تقريباً 3.5 مغ من الطعام و0.65 مغ من ماء الشرب). إن الزركونيوم واسع الانتشار نسبياً في الطبيعة، وهو موجود في عديد من الأنظمة الحيوية ليصل إلى الغذاء، فعلى سبيل المثال تبلغ نسبة الزركونيوم 2.86 ميكروغرام/الغرام في القمح الكامل، و 3.09 ميكروغرام/الغرام في الأرز الكامل، و 0.55 ميكروغرام/الغرام في السبانخ، و 1.23 ميكروغرام/الغرام في البيض، و 0.86 ميكروغرام/الغرام في اللحم البقري. بالإضافة إلى المصادر الطبيعية، فهناك مصادر بشرية المنشأ للزركونيوم والتي تصب بالنهاية في الطبيعة، بسبب احتواء بعض المنتجات الاستهلالكية على الزركونيوم مثل مزيل الروائح ومواد تنقية المياه .

## المخاطر
يؤدي التعرض المباشر قصير الأمد إلى مسحوق الزركونيوم إلى التسبب بحدوث تهييج ، والذي قد يتطلب رعاية صحية في حال تهييج العينين. على العموم، لا يعد الزركونيوم من المواد السامة أو المسرطنة . توصي إدارة السلامة والصحة المهنية  في الولايات المتحدة أن يكون حد التعرض المسموح  من الزركونيوم مقداراً لا يتجاوز 5 مغ/م3 لمدة 8 ساعات في يوم العمل؛ وتلك قيمة موافقة لقيمة حد التعرض الموصى به  التي حددها المعهد القومي للسلامة والصحة المهنية ؛ في حين أن قيمة مقدارها 25 مغ/م3 ذات خطورة فورية على الحياة أو الصحة .

## الاستخدامات
إن أغلب ما يعدن عالمياً (ما يقارب مليون طن) من الزركونيوم الخام يكون على شكل زركون (سيليكات الزركونيوم)؛ ونسبة قليلة منه تحول إلى العنصر الحر النقي. تمتاز المواد الزركونية عموماً بمقاومة فعل الكيماويات في الظروف الأكالة ، لذا يستخدم الأكسيد (الزركونيا) في تصنيع المفاعلات الكيميائية . ويستخدم الزركون بشكل مباشر في التطبيقات عند درجة حرارة مرتفعة، إذ هو من المواد الحرارية الممتازة، لذا يستخدم في تصنيع قوالب  صب الفلزات المصهورة. يعد الأكسيد (الزركونيا) من المواد الحرارية أيضاً، ويستخدم في تصنيع البواتق  المخبرية وفي أفران الصناعات المعدنية . بدخل الزركونيوم كذلك في تصنيع معدات وتجهيزات المركبات الفضائية؛ مثل أنظمة الدفع ، وهو يعد الخيار الأول في تصنيع خزانات بيروكسيد الهيدروجين، إذ يقاوم الفعل الأكال لهذه المادة المؤكسدة، ولا يقوم بتحفيز التفكك التلقائي لهذه المادة، على العكس من باقي الفلزات الانتقالية. كما تستخدم الزركونيا مع الإتريا  أيضاً في تصنيع طبقات تلبيس سيراميكية واقية على الأجزاء المعرضة بشكل مباشر لدرجات حرارة مرتفعة في العنفات التوربينية الغازية ، مثل الحراقات  والريش (الشفرات . كما يمكن إخضاع الزركونيا لعمليات تصليد حراري  إضافية وتطويعها ميكانيكياً من أجل صناعة أنصال السكاكين الخزفية . بسبب البنية الزركونية المكعبة المميزة يمكن أن يصقل كل من الزركون والزركونيا إلى أحجار كريمة على هيئة مجوهرات؛ وفي مجال آخر تستخدم الزركونيا في صناعة مواد السحج  وورق الصنفرة (ورق الزجاج ).
يدخل فلز الزركونيوم في تحضير عدد جيد من السبائك ، إذ يساهم في تحسين الخواص المقاومة للتآكل  والمواد الخاضعة لظروف أكالة، مثل التجهيزات المخبرية والأجهزة الطبية، وكذلك في تركيب المستأصلات  في صمّامات التفريغ الإلكترونية. تتميز سبيكة الزركونيوم مع النيوبيوم بخواص موصلية فائقة ، حتى عند تطبيق حقول مغناطيسية قوية، لذلك تستخدم في تصنيع المغانط الفائقة. يستخدم تفاعل احتراق مسحوق الزركونيوم بأكسجين الهواء في إصدار ضوء فلاش أبيض لعمليات التصوير الضوئي، إذ على العكس من المغنيسيوم، فهو لا يصدر دخاناً بعد الاحتراق؛ كما يستخدم مسحوق الزركونيوم بأبعاد مقياس شبكة  من 10 إلى 80 في مجال التقانة النارية  من أجل توليد شرارات  ذات لون أبيض ساطع.

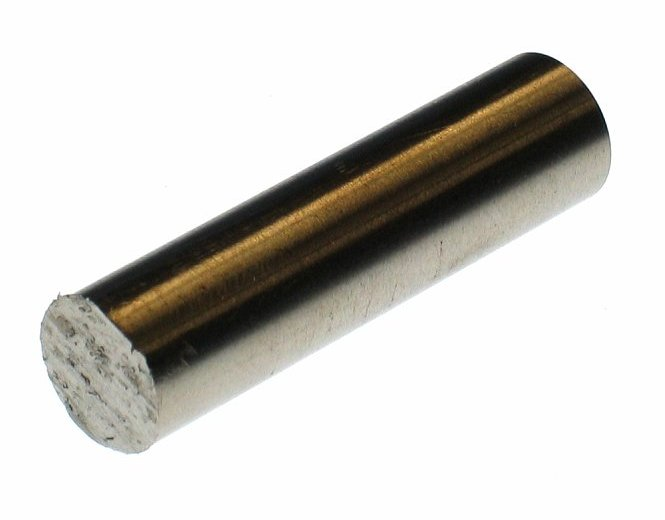
قضيب من الزركونيوم

يستخدم الزركونيوم وسبائكه في تلبيس وقود المفاعلات النووية ، وهذا التطبيق يستهلك حوالي 1% من حاجة الزركونيوم السوقية، إذ يتميز الزركونيوم النقي، إضافة إلى مقاومته للتآكل، بانخفاض قيمة المقطع النيوتروني، وتلك خواص مرغوبة في هذه التطبيقات. لذا استخدم الزركونيوم في مفاعل فوكوشيما  ومفاعل تريغا . من جهة أخرى، من الخواص غير المرغوبة أن يخشى من حدوث تفاعل تحلل مائي (حلمهة ) للزركونيوم مع الماء منتجاً الهيدروجين، ويكون معدل تفاعل الحلمهة بطيئاً جداً دون 100 °س، ولكنه يتسارع عند درجات حرارة تتجاوز فوق 900 °س؛ وذلك يؤدي إلى تدهور أداء قضبان الوقود النووي وعدم استقرارها عند درجات حرارة مرتفعة.
للزركونيوم ومركباته وسبائكه تطبيقات طبية متنوعة، مثل دخول الزركونيوم في صناعة الغرسات السنية  والتيجان، وكذلك في تصنيع بدائل الأعضاء  مثل الركبة والحوض والعظيمات السمعية . من جهة أخرى، في مجال الكيمياء الحيوية الطبية، يمتاز الزركونيوم بقدرته على الارتباط مع اليوريا ، وتلك خاصة استغلت لصالح المرضى الذين يعانون من مرض الكلى المزمن ، إذ يستخدم الزركونيوم مكوناً أساسياً في تجهيزات الغسيل الكلوي ، المعروفة باسم ريدي ، الحاوية على أعمدة التشرب  في أنظمة التنشيط وإعادة التدوير . يستخدم عقار سيكلوسيليكات الزركونيوم والصوديوم  في علاج فرط بوتاسيوم الدم ، فهو دواء انتقائي قادر على احتجاز أيونات البوتاسيوم في مجرى الدم وفي القناة الهضمية .